# Maria Neném
Maria Genoveva do Bonfim, conhecida como Maria Neném ou Mam'etu Tuenda dia Nzambi (Rio Grande do Sul, 20 de janeiro de 1865 —  Salvador, 1945) foi a grande matriarca de uma família da qual se originaram inúmeros terreiros de candomblé da nação angola, dentre eles Terreiro Tumba Junçara, Terreiro Bate Folha, Terreiro Tanuri Junçara, Terreiro Awziidi Junçara  e tantos outros, na Bahia e em todo o Brasil.Era do inquice Caviungo.
Era filha-de-santo de Roberto Barros Reis, africano que teria recebido esse sobrenome por ter sido escravo de um certo Barros Reis, membro de tradicional família baiana.
Dona Maria Neném foi a fundadora do Terreiro Tombenci, a matriz de importantes casas congo/angola ao lado de D. Mariquinha de Lembá, a grande matriarca da nação angola da Bahia.